# Puig Ciró
El Puig Ciró, en alguns mapes denominat Puiggiró, és una muntanya de 857 metres d'altitud del terme municipal de Sant Quirze Safaja, a la comarca del Moianès.
Està situat en el territori del poble de Bertí, a l'extrem sud-oriental del terme de Sant Quirze Safaja, en el lloc on els Cingles de Bertí formen un angle recte, d'oest o est, girant de sud a nord. En el seu vessant sud-oest hi ha la masia de Cal Mestret i en el sud-est, hi havia hagut la de Puigciró.